# O Rei Leão 2: O Reino de Simba
The Lion King II: Simba's Pride (bra/prt: O Rei Leão 2: O Reino de Simba) é um filme de animação australo-americano de 1998, dirigido por Darrell Rooney e Rob LaDuca. É sequência do filme de animação clássico da Disney, O Rei Leão. Diferente do primeiro filme que era todo focado em Simba, essa continuação se concentra mais na paixão proibida entre Kiara (a filha de Simba) e Kovu (um exilado).

## Sinopse
Conheçam Kiara, filha de Simba e Nala que vive junto a Pedra do Rei no reino, e Kovu, filho de Zira  que vivia junto com todos os leões e leoas exilados, que eram aliados e familiares de Scar antes de sua morte.
Ainda pequena, Kiara desobedece Simba, que é um pai muito protetor, tentando impedi-la de se meter em confusões como ele fez quando tinha a idade dela, mas quando desobedece Simba, Kiara acaba conhecendo Kovu e se metendo em algumas pequenas confusões com ele. Quando Simba vê Kiara e Kovu juntos, demonstra sua autoridade e lembrando à filha de que ela deve ficar longe de todos os exilados. Zira briga com Kovu, para que fique longe, mas por fim ela acaba tendo uma ideia para acabar com Simba, fazendo com que os exilados assumam o trono.
Mufasa, pai de Simba (morreu no primeiro filme de O Rei Leão), manda uma mensagem para o sábio babuíno Rafiki, dizendo que Kiara deve ficar junto de Kovu. Na fronteira Kovu Cada vez adulto, Ouvindo as Regras da mãe num plano secreto, para Acabar com Simba e Ocupar o Trono com o Rugido Dos Outros Exilados Passado os anos, Kiara já é adulta mas mesmo assim quando sai para sua primeira caçada, é seguida por Timão e Pumba a pedido de Simba, já que ele ainda se preocupa com a vida de sua filha. Durante uma saida para caçar Kiara percebe que está sendo seguida e consegue despistar seus seguidores, e durante a sua tentativa de caça os irmãos mais velhos de Kovu (Vitani) e (Nuka), que também são exilados, colocam fogo na savana, onde Kiara quase morre, mas é salva por Kovu.
Simba fica furioso ao saber que Kiara foi salva por Kovu, mas Kovu o lembra de que agora Simba tem uma divida pela vida de Kiara e então pede que possa ficar nas terras do Reino junto vigiamo-exilados. Simba permite, mas apenas para quitar a dívida, adiando seu julgamento. Zira e Nuka, irmão de Kovu,o vigiam de longe para garantir que o plano esteja em ordem, só eles sabem que Kovu irar usar Kiara para que possa chegar até Simba e matá-lo, e Simba teve um terrivel Pesadelo, a Maldade de Scar a Matar o Seu Pai, Simba tentou salvar o Pai, e Depois o Scar maldoso obriga-o a Confiar nele, até Mufasa Morrer, e Simba Grita Pelo pai triste. 
Irado com a maldade do scar, e depois a luz da escuridão, acende-se que é o Kovu Filho De Zira Com uma Cicatriz no Olho, no sonho do simba e depois joga-o pelo penhasco do sonho e simba acorda pertubado.
Passado um tempo Kovu se sente mais atraido de verdade por Kiara e vice-versa. Simba observa o amor entre os dois e precisa que Nala o convença a apoiar essa união. Kovu começa a ficar confuso se deve seguir com o plano ou desistir. Em um dos dias ele pede para conversar com Kovu e descem até os limites do Reino e, chegando lá, Simba percebe que estava em uma armadilha de Zira. Cabe a ele, sozinho, lutar contra os exilados. Kovu não se mete na confusão em nenhum dos lados e acaba não conseguindo impedir a morte de seu irmão, Nuka, e depois Zira arranha Kovu pelo Olho, exilando-o pela traição ao Bando e a Scar que o Kovu não tem nada  a ver com ele. Então, Simba decide seu julgamento sobre Kovu, o exilado de seu reino e também fica distante de sua mãe, que não o perdoa.
Kiara não entende o ponto de vista de Simba e acaba fugindo e se reencontrando com Kovu e tendo o casal só retornando durante outro conflito entre Simba com as leoas do reino e Zira com os exilados, assim Kiara ao lado de Kovu consegue acabar com a briga dizendo que todos eles são como um só, assim como Simba disse a ela durante sua infância. O conflito acaba com os exilados voltando ao reino e Zira após tentar atacar Simba é contratada por Kiara. Então Zira morre ao cair de um precipício durante a quebra de um rio. Kiara e Kovu ficam juntos e vivem em paz junto a Simba e Nala, seguindo o destino que Mufasa previu.

## Elenco
| Personagens | Vozes originais                                                                                              | Dublagem                                                                                           | Dobragem |
| Simba       | Matthew Broderick Cam Clarke (Canção)                                                                        | Garcia Júnior                                                                                      | Carlos Freixo Telmo Miranda (Canção)                                                                        |
| Kiara       | Michelle Horn (Criança) Charity Sanoy (Criança, Canção) Neve Campbell (Adulta) Liz Callaway (Adulta, Canção) | Luisa Palomanes (Criança, Canções) Sylvia Salustti (Adulta) Paula Tribuzzy (Adulta, Canções)       | Joana Freixo (Criança) Inês Fonseca (Criança, Canções) Paula Fonseca (Adulta) Lúcia Moniz (Adulta, Canções) |
| Nuka        | Andy Dick | Alexandre Moreno                                                                                   | Rui Paulo                                                                                                   |
| Rafiki      | Robert Guillaume                                                                                             | Pietro Mário Maurício Luz (Canção)                                                                 | Fernando Luís                                                                                               |
| Mufasa      | James Earl Jones                                                                                             | Paulo Flores                                                                                       | António Marques                                                                                             |
| Nala        | Moira Kelly                                                                                                  | Carla Pompíllio                                                                                    | Manuela Couto                                                                                               |
| Timão       | Nathan Lane                                                                                                  | Pedro de Saint Germain (Creditado também como Pedro Lopes)                                         | André Maia                                                                                                  |
| Kovu        | Ryan O'Donohue (Criança) Jason Marsden (Adulto) Gene Miller (Adulto, Canção)                                 | Caio César (dublador) (Criança, Canção) Marco Antônio Costa (Adulto) Felipe Abreu (Adulto, Canção) | Guilherme Duarte Henrique Feis (Adulto)                                                                     |
| Zira        | Suzanne Pleshette                                                                                            | Selma Lopes                                                                                        | Fernanda Lapa Simone de Oliveira (Canção)                                                                   |
| Pumba       | Ernie Sabella                                                                                                | Mauro Ramos                                                                                        | José Raposo                                                                                                 |
| Zazu        | Edward Hibbert                                                                                               | Pádua Moreira                                                                                      | Fernando Luís                                                                                               |
| Vitani      | Lacey Chabert (Criança) Crysta Macalush (Criança, Canções) Jennifer Lien (Adulta)                            | Carol Kapfer Mirian Ficher                                                                         | Sofia Cerqueira (Criança) Ana Mendes (Criança, Canções) Catarina Matos (Adulta)                             |
| Scar        | Jim Cummings                                                                                                 | Jorgeh Ramos                                                                                       | Carlos Freixo                                                                                               |